# Ioannis Persakis
Ioannis Persakis (en grec: Ιωάννης Περσάκης, Atenes, 1877 - 1943) fou un atleta grec que va prendre part en els Jocs Olímpics de 1896 a Atenes.
Persakis va participar en la prova de triple salt, en què guanyà la medalla de bronze amb un millor salt de 12,52 metres.

## Millors marques
- Triple salt. 12.57 metres, el 1896[1]